# Дублинский кодекс
Ду́блинский ко́декс (лат. Codex Dublinensis; условное обозначение: Z или 035) — унциальный манускрипт VI века на греческом языке, содержащий текст Евангелия от Матфея, на 32 пергаментных листах (27 x 20 см). Рукопись получила название от места своего хранения — Палимпсест.

## Особенности рукописи
Текст на листе расположен в одной колонке в 21 строку. Приведено разбиение Аммония, но Каноны Евсевия отсутствуют. Рукопись имеет несколько лакун. Текст отражает александрийский тип текста и имеет много общего с текстом Синайского кодекса. Рукопись отнесена к III категории Аланда.
В настоящее время рукопись хранится в Дублине в библиотеке колледжа Св. Троицы (K 3.4).
Рукопись содержит: 
Матфей 1,17-2,6; 2,13-20; 4,4-13; 5,45-6,15; 7,16-8,6; 10,40-11,18; 12,43-13,11; 13,57-14,19; 15,13-23; 17,9-17; 17,26-18,6; 19,4-12. 21-28; 20,7-21,8; 21,23-30; 22,16-25; 22,37-23,3; 23,15-23; 24,15-25; 25,1-11; 26,21-29. 62-71.